# Vézelay
Vézelay este o comună în departamentul Yonne, Burgundia, Franța. 

## Bazilica
Bazilica Sfânta Maria Magdalena din Vézelay (Basilique Sainte-Marie-Madeleine de Vézelay) este una dintre cele mai remarcabile capodopere ale arhitecturii romanice din Burgundia, fiind inclusă în patrimoniul UNESCO din anul 1979.
Bazilica este formată dintr-o navă în stil romanic și un cor gotic, de dimensiuni foarte mari. Impresionează prin sculpturile care decorează arcadele semicirculare ale ușilor.
În cripta din subsol se păstrează presupusele relicve ale sfintei Maria Magdalena (6 îngeri poartă pe umeri un catafalc cu relicve).

## Evoluția populației
În 2009 avea o populație de 461 de locuitori.
| An        | 1975 | 1982 | 1990 | 1999 | 2006 | 2009 |
| --------- | ---- | ---- | ---- | ---- | ---- | ---- |
| Populație | 541  | 582  | 571  | 492  | 473  | 461  |

## Galerie de imagini

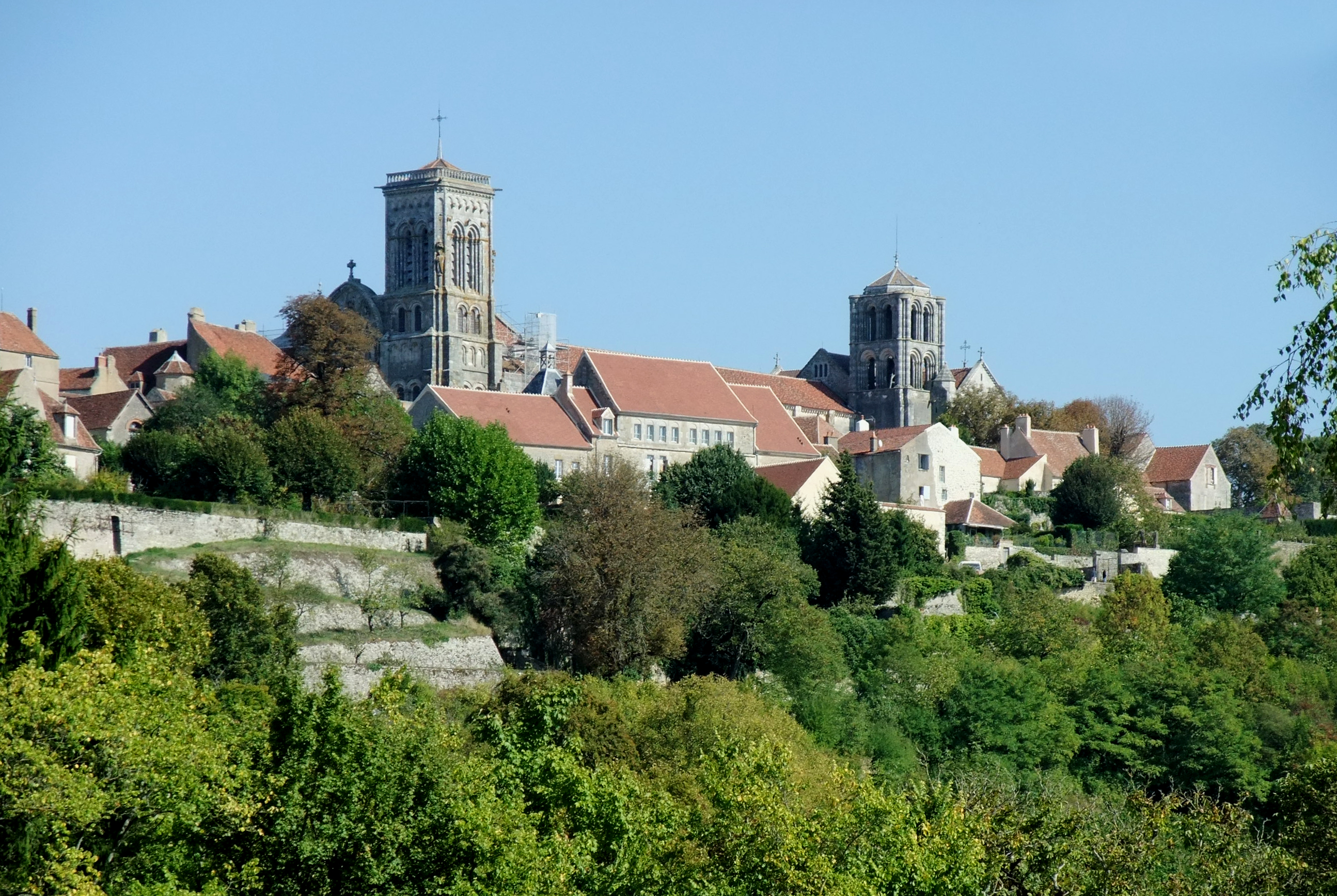
Comuna Vézelay şi basilica benedictină Maria Magdalena
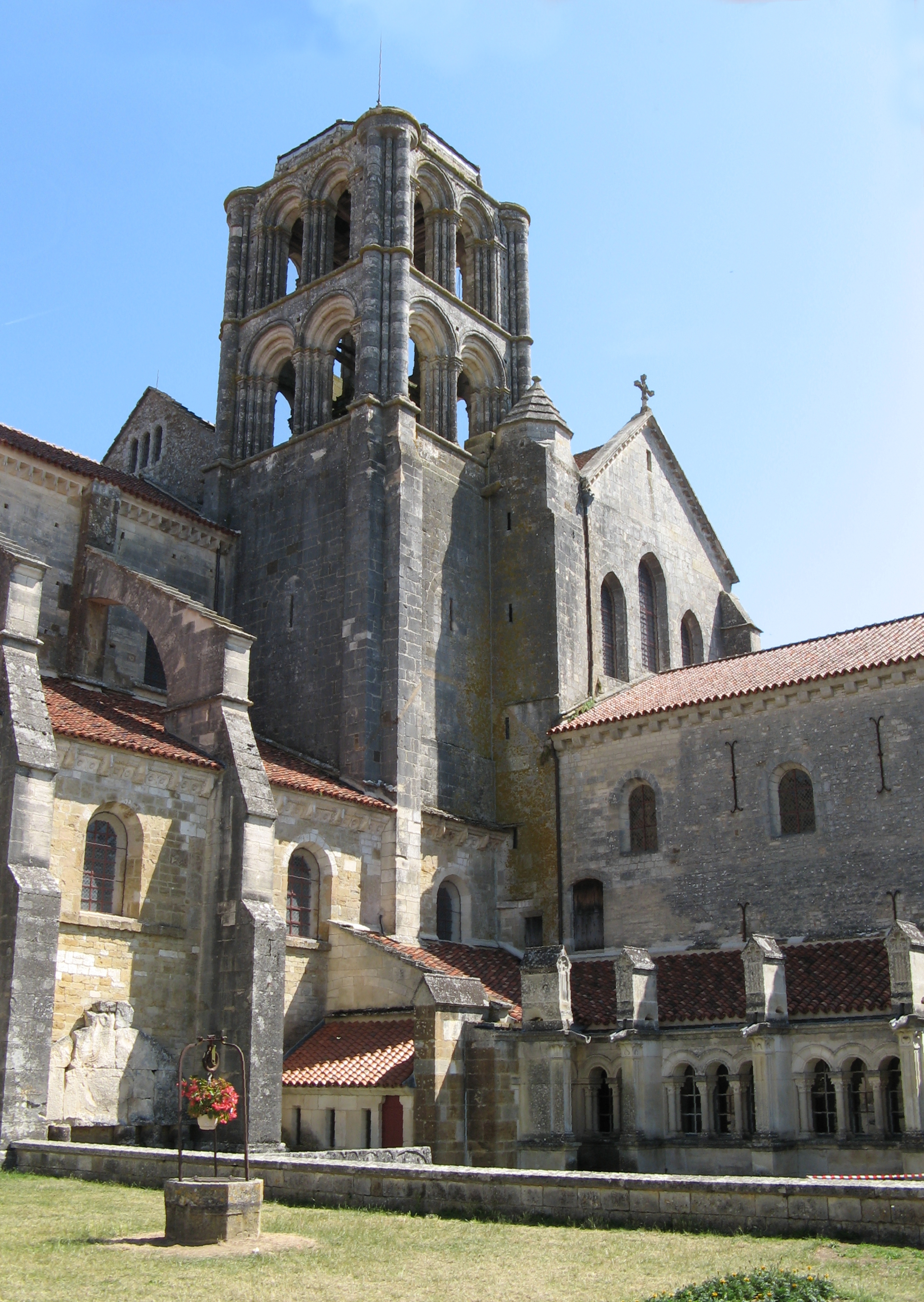
Exteriorul basilicii Maria Magdalena
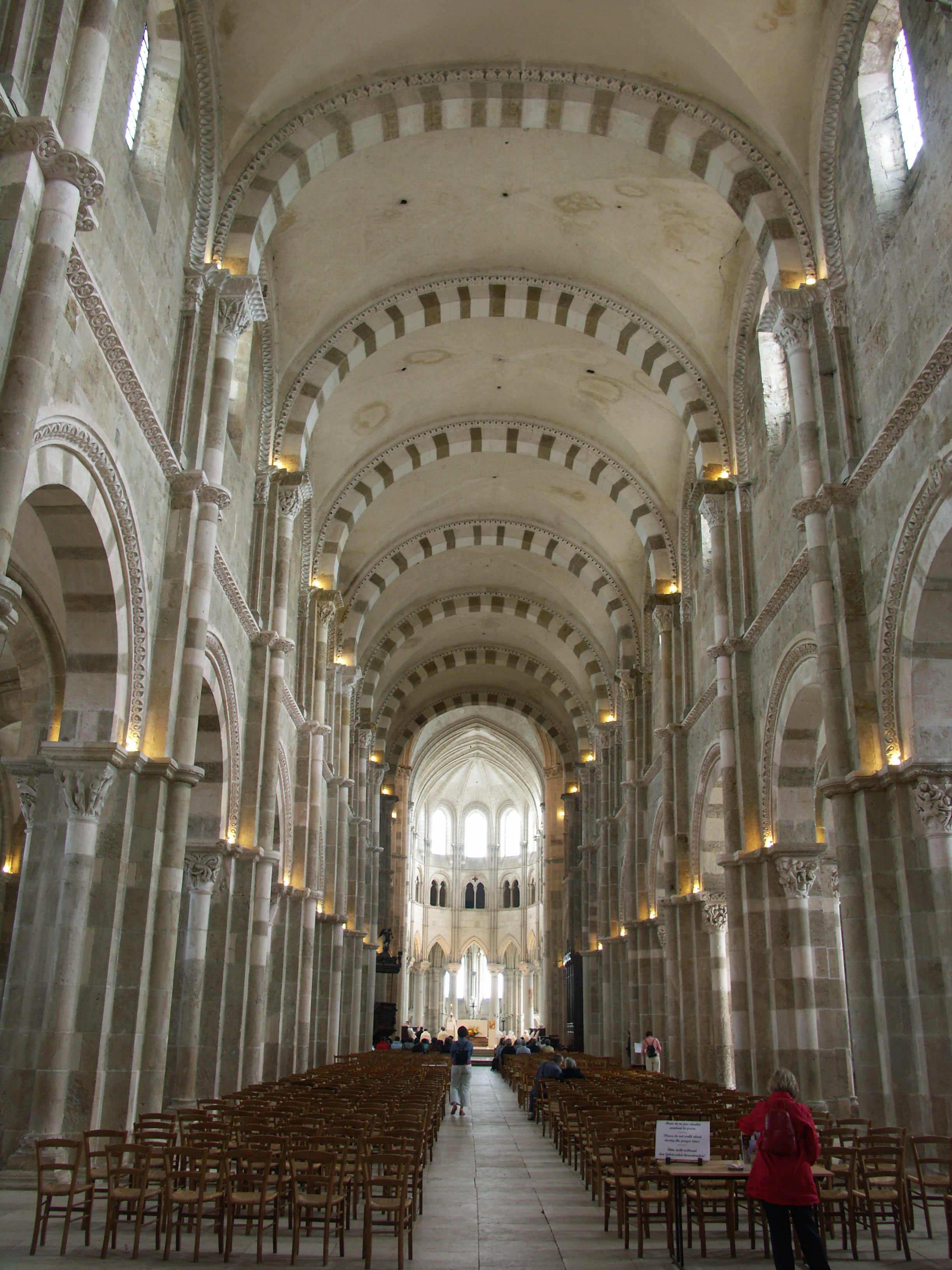
Nava basilicii Maria Magdalena
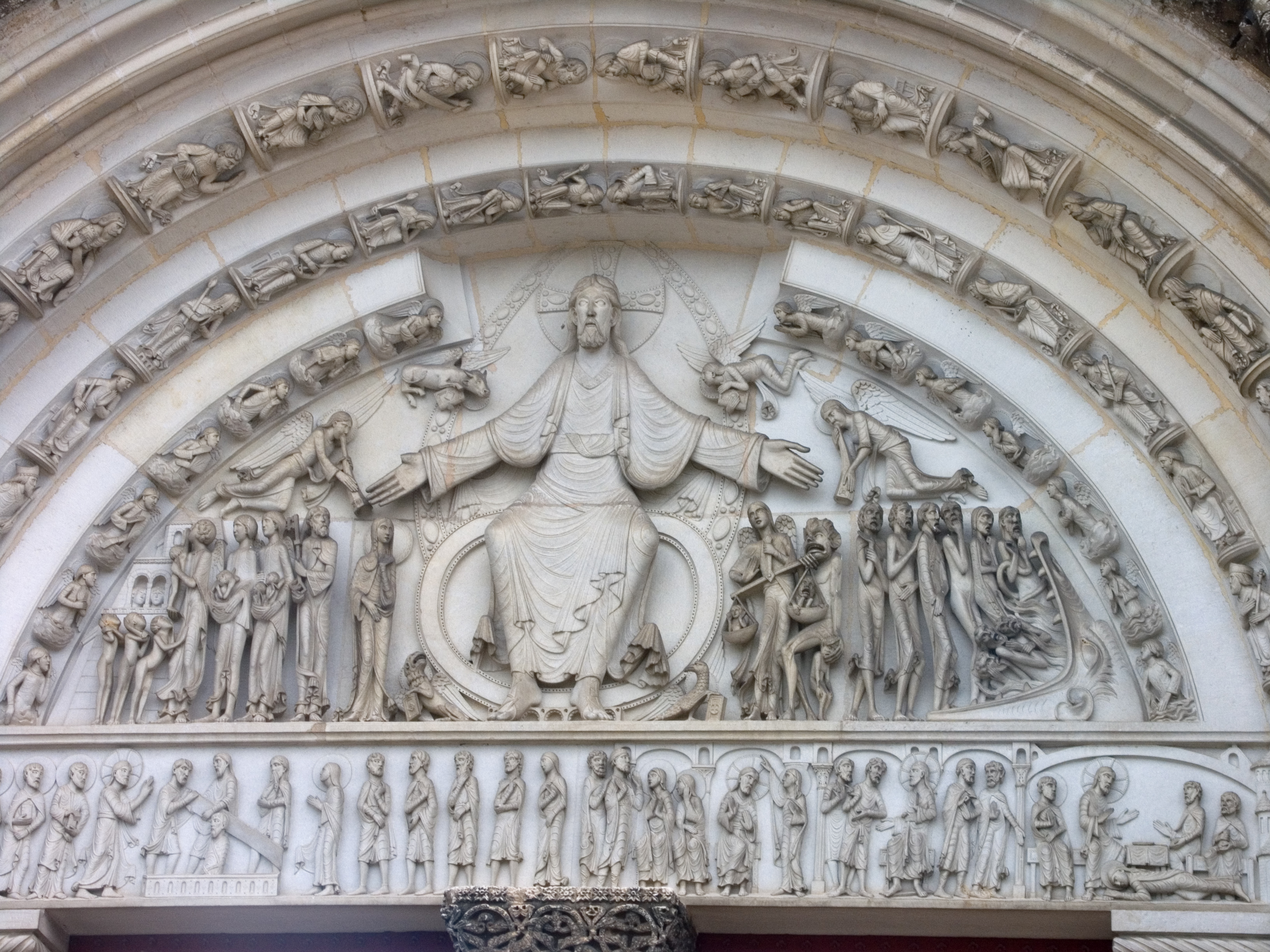
Timpanul basilicii
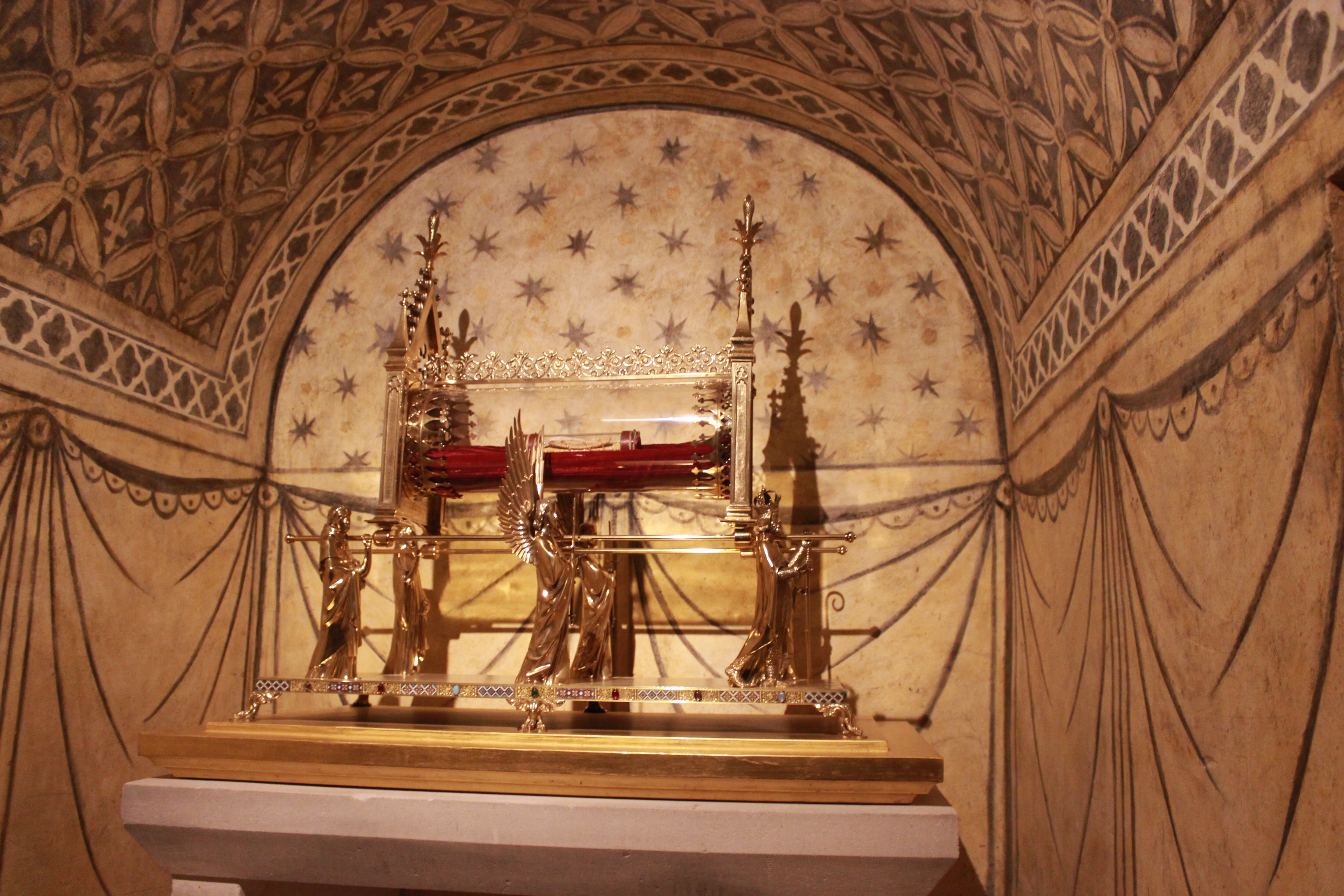
Nişa din cripta subterană a basilicii cu relicvele Mariei Magdalena